# Haplocladium virginianum
Haplocladium virginianum är en bladmossart som beskrevs av Brotherus 1907. Haplocladium virginianum ingår i släktet Haplocladium och familjen Thuidiaceae. Inga underarter finns listade i Catalogue of Life.